# David Evans (muziekwetenschapper)
David Evans (Boston, 22 januari 1944) is een Amerikaanse bluesgitarist en muziekwetenschapper.

## Biografie
Van 1961 tot 1965 studeerde Evans taalwetenschappen aan de Harvard University. Tijdens zijn studie begon hij zich te interesseren voor folkmuziek en begon hij gitaar te leren. Zijn interesse verplaatste zich toenemend naar de blues en andere Afro-Amerikaanse folklore. Na zijn afronding in Harvard schreef hij zich in bij het folklore- en mythologieprogramma van de University of California in Los Angeles, waar hij in 1967 afsloot met de Master of Arts en in 1976 met de Ph. D.
Van 1961 tot 1965 leidde hij tot midden jaren 1970 bovendien onderzoek in de zuidelijke staten en vergaarde daarbij opnamen en interviews, die de basis vormden van muzikale en zakelijk-literaire publicaties.
Vanaf 1969 doceerde Evans aan de University of California, Los Angeles en sinds 1978 is hij werkzaam als professor aan de Rudi E. Scheidt School of Music van de University of Memphis, waar hij de enige etno-muziekwetenschappelijke studierichting opbouwde met het zwaartepunt volks- en populaire muziek van de Amerikaanse zuidelijke staten.
Zijn bekendste boekpublicaties zijn Tommy Johnson uit 1971 en een biografische scriptie over Charley Patton in 1987, die minimaal herbewerkt in 2001 in de materiaalband van de Charley Patton-werkeditie nieuw werd gepubliceerd en waarvoor hij in 2003 de Grammy Awards kreeg voor de «Best Album Notes». Zijn studie Big Road Blues uit 1982 werd in 1992 opgenomen in de Blues Hall of Fame (Classics of Blues Literature).
In 1979 richtte Evans de High Water Recording Company op.
- Bibliothèque nationale de France: cb140245114 (data)
- Gemeinsame Normdatei: 134891767
- International Standard Name Identifier: 0000 0001 1006 4671
- Library of Congress Control Number: n80162656
- MusicBrainz: a486e6fd-ea76-410f-ad6b-6e92241c67e6
- Nationale Bibliotheek van Tsjechië: jn20020722361
- Nationale Bibliotheek van Israël: 987007318475405171
- Nederlandse Thesaurus van Auteursnamen: 306847833
- Système universitaire de documentation: 103565337
- Virtual International Authority File: 114718374
- WorldCat: E39PBJx8yjDc33ctvVbv4PT4MP